# ویرژینی راتزانو
ویرژینی راتزانو (به فرانسوی: Virginie Razzano) (زادهٔ ۱۲ مه ۱۹۸۳ در دیژون) تنیسوری حرفه‌ای از فرانسه است. در ۶ ژوئیه ۲۰۰۹، او به بالاترین رتبهٔ خود در تنیس حرفه‌ای زنان که ۱۷ بود رسید. او موفق به کسب ۲ عنوان انفرادی دبلیوتی‌ای و یک عنوان دونفرهٔ دبلیوتی‌ای شده. او تا کنون نتیجه‌ای بهتر از راه‌یابی به دور چهارم در گرنداسلم‌ها نداشته است.